# گریسون والر
گریسون والر (انگلیسی: Grayson Waller؛ زادهٔ ۲۱ مارس ۱۹۹۰) کشتی‌گیر کشتی حرفه‌ای اهل استرالیا است.